# カメラ、はじめてもいいですか?
『カメラ、はじめてもいいですか？』は、しろによる日本の漫画作品。『ヤングキングアワーズ』（少年画報社）にて、2019年10月号より連載中。
アパートで一人暮らしの女子高生が、隣室の年上女性から写真モデルに誘われたことをきっかけに、自分でもカメラをはじめ、少しずつ変わっていく物語。
2023年7月期に、BS松竹東急の「月曜ドラマ」枠でテレビドラマが放送された。

## 登場人物
池田 ミト（いけだ ミト）
自分に自信が持てず引っ込み思案な女子高生。実家から遠方の高校に通うためアパートに一人暮らし。
綿矢 チサト（わたや チサト）
ミトの隣室に住む、おしゃれな美大生。ミトをモデルに写真撮影に誘い、彼女がカメラを始めるきっかけを与える。

## 書誌情報
- しろ『カメラ、はじめてもいいですか？』 少年画報社 〈ヤングキングコミックス〉、既刊6巻（2024年7月30日現在）
  1. 2020年7月30日発売[3][4]、ISBN 978-4-7859-6720-8
  2. 2021年5月1日発売[5]、ISBN 978-4-7859-6899-1
  3. 2022年1月28日発売[6]、ISBN 978-4-7859-7072-7
  4. 2022年9月30日発売[7]、ISBN 978-4-7859-7242-4
  5. 2023年9月4日発売[8]、ISBN 978-4-7859-7477-0
  6. 2024年7月30日発売[9]、ISBN 978-4-7859-7723-8

## テレビドラマ
2023年7月3日から9月18日まで、BS松竹東急の「月曜ドラマ」枠で放送された。主演は田牧そら。

### キャスト

#### 主要人物
池田ミト（いけだ ミト）
演 - 田牧そら（幼少期：伊藤かれん）
自分に自信が持てず引っ込み思案な女子高生。アパートに一人暮らし。千葉県佐倉市出身。
カメラに興味を持つようになり、チサトに勧められFUJIFILM X-T20を貸してもらう。
幼いころに離別した実母の恭子とは一度も会っておらず、父と折り合いが悪くなり、父から離れるために実家から通えない高校に進学し、アパートでの一人暮らしを始めている。
綿矢チサト（わたや チサト）
演 - 手島実優
ミトの隣室に住む、おしゃれなお姉さん。ミトをモデルに写真撮影に誘い、彼女がカメラを始めるきっかけを与える。
フォトコンテストに入賞し若手ナンバー1と評されるなど、有名なフォトグラファー。
ドラマ化にあたり原作の美大生から美大を卒業した社会人に設定変更されている。

#### 周辺人物
音海モア
演 - 村山優香（第3話 - ）
ミトの高校の同級生。カメラ好き。所有するカメラはPENTAX KP。
毒島リン子（ぶすじま リンこ）
演 - 中村守里（第3話 - ）
ミトの高校の同級生。モアの友人。所有するカメラはRICOH GR III。チサトのファン。
八重樫ナギ（やえがし ナギ）
演 - 根矢涼香（第3話 - ）
ミトたちの地元にあるカメラ店「カメラのヤマヤ」の店員。所有するカメラはNikon Z5。
チサトの通っていた美大の先輩で、彼女にカメラを始めるきっかけを与えている。
藤野恭子（ふじの きょうこ）
演 - 山田キヌヲ
雑誌の編集長。風景写真が得意なチサトに人物撮影を依頼する。ドラマオリジナルキャラクター。
ミトが幼いころに父・聡と離婚した彼女の実母。
池田聡（いけだ さとし）
演 - 斉藤陽一郎
ミトの父。ドラマオリジナルキャラクター。
仕事を優先しがちでミトとの交流が少なかったミトの実母・恭子と揉めて離婚している。

#### ゲスト

##### 第1話
リナ
演 - 高鶴桃羽（第3話・最終話）
ミトのクラスメイト。走って登校してきたミトに、汗を拭くハンドタオルを貸してくれようとする。
マナ
演 - 森崎りな（第3話）
ミトのクラスメイト。ミトは話しかけらて困っているとリナに告げる。
教師
演 - 吉岡あきこ（第3話）
ミトの通う高校の教師。
母親、とも
演 - 藍澤慶子、木下瑛太
夕食のカレーライスを楽しみにする親子。
池田里歩（いけだ りほ）
演 - 正木佐和（第5話・第6話・第8話・第10話 - 最終話）
ミトの継母。

##### 第4話
深山竜太郎（みやま りゅうたろう）
演 - 寺坂頼我（第5話・第6話・第8話 - 最終話）
アイドル。チサトは藤野から彼の撮影を依頼される。

##### 第6話
池田ユカ
演 - 佐々木桜（第5話・第10話 - 最終話）
聡と里歩の娘。ミトの異母妹。　

##### 第8話
山崎
演 - 田原イサヲ（第9話）
赤木記念新人賞を受賞したチサトの特別イベントでの対談相手。
恭子の部下
演 - 安部一希（第9話・第10話）
雑誌の編集者。

##### 第11話
書店の客
演 - 坂田遥香（最終話）、山﨑悠稀（最終話）
書店でチサトの写真集を見て、最近よく名前を聞くカメラマンだが、売れている人と組んでいるからだろうと噂話をする。

### スタッフ
- 原作 - しろ『カメラ、はじめてもいいですか？』（少年画報社 月刊ヤングキングアワーズ連載中）
- 脚本 - 上村奈帆[2]
- 監督 - 上村奈帆、山嵜晋平、ウエダアツシ、山城達郎[2]
- 主題歌 - 関取花「メモリーちゃん」（UNIVERSAL SIGMA）[18]
- プロデューサー - 重富浩二（BS松竹東急）、佐藤友彦（BBB）、小美野昌史（LONDO BELL）[2]
- カメラ協力 - FUJIFILM、PENTAX、GR、Nikon、OM Digital Solutions
- 制作協力 - LONDO BELL[2]
- 制作 - BBB
- 製作著作 - BS松竹東急

## 放送日程
| 各話   | 放送日  | 監督         |
| ------ | ------- | ------------ |
| 第1話  | 7月03日 | 上村奈帆     |
| 第2話  | 7月10日 | 上村奈帆     |
| 第3話  | 7月17日 | 上村奈帆     |
| 第4話  | 7月24日 | ウエダアツシ |
| 第5話  | 7月31日 | 山城達郎     |
| 第6話  | 8月07日 | 山城達郎     |
| 第7話  | 8月14日 | 山嵜晋平     |
| 第8話  | 8月21日 | 山嵜晋平     |
| 第9話  | 8月28日 | 山嵜晋平     |
| 第10話 | 9月04日 | ウエダアツシ |
| 第11話 | 9月11日 | 上村奈帆     |
| 最終話 | 9月18日 | 上村奈帆     |

| BS松竹東急 月曜ドラマ                     | BS松竹東急 月曜ドラマ                                     | BS松竹東急 月曜ドラマ |
| 前番組                                    | 番組名                                                    | 次番組                |
| ----------------------------------------- | --------------------------------------------------------- | --------------------- |
| 半熟ファミリア （2023年4月3日 - 6月26日） | カメラ、はじめてもいいですか？ （2023年7月3日 - 9月18日） | -                     |